# The Bodyguard (film fra 1992)
The Bodyguard er en film fra 1992, instrueret af Mick Jackson med manuskript skrevet af Lawrence Kasdan, og med Kevin Costner og Whitney Houston i hovedrollerne.

## Handling
Rachel Marron (Whitney Houston) er en international sangerinde og filmstjerne. Hun bringes i livsfare, da en syg fan ønsker hende død. Sikkerhedseksperten Frank Farmer (Kevin Costner) bliver sat på sagen, og må beskytte sin klient uanset omstændigheder og pris. Farmer bliver på sin vagt, og Marron lever op til sit ry som diva. Begge ønsker at kunne styre begivenhederne, og der er i starten ingen tiltrækning mellem det umage par.
Da den potentielle drabsmand nærmer sig, må Farmer beskytte Marron, uanset om følelserne tager overhånd.

## Modtagelse og priser
Filmen er en af de 100 mest indbringende film gennem tiderne og indspillede over 400 millioner amerikanske dollar verden over.
Filmen blev nomineret til 2 Oscars, begge i kategorien for bedste musik, men den tabte til Disney-filmen Aladdin. Filmens soundtrack blev imidlertid tildelt priser ved andre uddelinger, blandt andet ved BRIT Awards og MTV Movie Awards.
Filmen blev dog også nomineret til syv Golden Raspberry Awards, herunder for værste film, værste skuespiller og værste skuespillerinde, men "vandt" ingen af de nominerede priser.

## Baggrund
Filmen var oprindelig planlagt i 1976 med Steve McQueen og Diana Ross i hovedrollerne, men måtte opgives, da Steve McQueen fik kræft. Filmen blev herefter planlagt indspillet i 1979, denne gang med Ryan O'Neal og Diana Ross. Projektet lod sig imidlertid ikke realisere, da de to stjerner blev uenige.
Madonna blev en periode overvejet som emne til at spille Rachel. I dokumentarfilmen Madonna: Truth or Dare vises en scene, hvor hun uformelt får besked om, at der ikke bliver nogen aftale.

## Soundtrack
Soundtracket til filmen er med over 42 millioner solgte eksemplarer det næstmest sælgende gennem tiderne (det mest solgte soundtrack er Saturday Night Fever). Whitney Houston medvirker på soundtracket og opnåede betydelig succes med bl.a. genindspilningen af Dolly Partons "I Will Always Love You", der opnåede en førsteplads i bl.a. USA og England og solgte 4-dobbelt platin.

## Eksterne links
- The Bodyguard på Internet Movie Database (engelsk)
- The Bodyguard på Filmdatabasen
- The Bodyguard på Scope
- The Bodyguard i Svensk Filmdatabas (svensk)
- The Bodyguard på AlloCiné (fransk)
- The Bodyguard på MovieMeter (nederlandsk)
- The Bodyguard på AllMovie (engelsk)
- The Bodyguard hos American Film Institute (engelsk)
- The Bodyguards profil hos Encyclopædia Britannica Online (engelsk)
- The Bodyguard på Turner Classic Movies (engelsk)